# Luciano Bozko
Luciano Paczko Bozko (Porto Alegre, 24 novembre 1978) è un pallavolista brasiliano.
Gioca nel ruolo di schiacciatore nella APAV Canoas.

## Carriera
Iniziò la sua carriera ad alti livelli nel 2002, nella formazione brasiliana dell'Ulbra. Nel 2004 venne ingaggiato dalla squadra di Novo Hamburgo. Nel 2005 si trasferì in Francia, dove disputò un campionato con la maglia del Tourcoing Lille Métropole Volley-Ball.
Dopo un altro anno passato in Brasile, nel 2007 approdò in Italia, acquistato dalla  Yoga Forlì.  Nei suoi due anni di militanza nella formazione romagnola, segnò 541 punti. Dal 2009 ritornò a vestire la maglia dell'Ulbra.
Il 5 luglio 2010 ritornò in Italia, firmando un contratto con la Pallavolo Pineto.